# Ндори, Баяпо
Баяпо Ндори (англ. Bayapo Ndori; род. 20 июня 1999 года) — ботсванийский легкоатлет, бегун на короткие дистанции, специализируется в беге на 400 метров. Двукратный призёр Олимпийских игр в эстафете 4×400 метров.

## Биография
В 2019 году вместе со своими партнерами по команде принял участие эстафете на Чемпионате мира по лёгкой атлетике в Дохе. 7 августа 2021 года Ндори в составе сборной завоевал бронзу в эстафете 4×400 метров на Олимпиаде в Токио. Эта медаль стала единственной для Ботсваны на Играх 2020 года и второй в истории в целом.
В мае 2024 года стал победителем чемпионата мира по легкоатлетическим эстафетам в эстафете 4×400 метров.
На Олимпийских играх 2024 года в Париже завоевал серебро в эстафете 4×400 метров. Сборная Ботсваны в финале показала третий результат в истории эстафеты и установила новый рекорд Африки, отстав от сборной США всего на 0,10 сек.